# Copilul lui Vineri (Star Trek: Seria originală)
Friday's Child este un episod din sezonul al II-lea al Star Trek: Seria originală care a avut premiera la 1 decembrie 1967.

## Prezentare
Membrii echipajului navei Enterprise devin implicați în lupta tribală pentru putere a unei planete, intrând în conflict și cu Klingonienii pentru resursele planetei.